# Live Free or Die Hard
Live Free or Die Hard (titulada: La jungla 4.0 en España y Duro de matar 4.0 en Hispanoamérica) es una película estadounidense-británica de 2007, dirigida por Len Wiseman. Protagonizada por Bruce Willis, Timothy Olyphant y Justin Long en los papeles principales, es la cuarta entrega de la saga Die Hard.

## Argumento
El FBI responde a una breve irrupción informática en su división de seguridad cibernética al rastrear a los principales hackers que habían estado en una lista de vigilancia, encontrando que varios de ellos habían sido asesinados. El FBI, bajo el mando de su director delegado Miguel Bowman, le pide al Detective del Departamento de Policía de la Ciudad de Nueva York, John McClane, que traslade hasta Washington D. C. a Matthew «Matt» Farrell, uno de los piratas informáticos incluidos en la lista de vigilancia. McClane llega justo a tiempo para salvar a Farrell de los asesinos que trabajan para Mai Linh, que a su vez trabaja para su jefe y novio Thomas Gabriel.
De camino a Washington D. C., Farrell revela que Mai se había contactado con él, bajo el pretexto de que ella estaba trabajando para seguridad corporativa, y que le había pagado una gran suma de dinero para escribir un algoritmo que podría descifrar un sistema de seguridad específico para hackear el mismo. Mientras tanto, Gabriel ordena a su propia tripulación de hackers que tome el control de las redes de transporte y el mercado de valores, mientras que a nivel nacional transmite un mensaje que amenaza a Estados Unidos. Farrell reconoce esto como el inicio de una «invasión general», un ataque diseñado para atacar a la infraestructura del país que depende de sistemas computarizados. McClane y Farrell son conducidos a la sede del FBI, pero Mai se hace pasar por un despachador y redirige el convoy hacia el camino de un helicóptero de asalto. McClane logra defenderse de los atacantes y destruir el helicóptero.
Gabriel inicia una segunda transmisión mostrando una explosión simulada del edificio del Capitolio de los EE. UU., causando pánico entre el público. Farrell adivina que su próximo objetivo es probablemente la red eléctrica, y los dos se dirigen a una estación de distribución en West Virginia. Allí, encuentran a un equipo liderado por Mai que se ha hecho cargo de la estación. McClane logra matarlos a todos, incluida Mai. Obtiene imágenes de video de Gabriel, que retransmite al FBI, quien es reconocido inmediatamente por Bowman como un antiguo agente del Pentágono y compañero suyo, afirmando a su vez que realiza estos ataques cibernéticos como venganza al gobierno de Estados Unidos por desechar su proyecto de modificación de las redes de seguridad nacional. Enfurecido por la muerte de Mai, Gabriel toma el control del sistema de distribución de gas natural y redirige todo el gas a la estación. McClane y Farrell escapan antes de que la estación explote, dejando gran parte de la Costa Este de los Estados Unidos y Canadá sin electricidad.
Farrell lleva a McClane a su compañero hacker Frederick «Hechicero» Kaludis. Al ejecutar varios generadores para mantener sus sistemas informáticos en línea, Hechicero identifica el fragmento de código que Farrell escribió como medio para acceder a los datos en un edificio principal de Administración del Seguro Social en Woodlawn, Maryland. Se dan cuenta de que el edificio es en realidad una instalación de la NSA destinada a respaldar todos los registros personales y financieros del país en el caso de un ciberataque, diseñado por el propio Gabriel a petición de la NSA. Kaludis les dice a McClane y Matt que Gabriel es un programador extremadamente talentoso y un experto en seguridad del Departamento de Defensa de los Estados Unidos. Después de los sucesos del 11 de septiembre del 2001 Gabriel trató de alertar a los líderes políticos y militares de Estados Unidos sobre las debilidades críticas que hacían que la infraestructura de redes de Estados Unidos fuera vulnerable a un ataque cibernético, pero sus métodos poco ortodoxos lo llevaron a su destitución. Warlock ejecuta un traceroute y logra identificar la ubicación de Gabriel, pero Gabriel detecta la intrusión.
Gabriel aprovecha su conexión y revela que ha localizado a la hija de McClane, Lucy, y tiene la intención de secuestrarla. McClane y Farrell corren hacia las instalaciones de Woodlawn, donde Farrell descubre que los hombres de Gabriel están descargando toda la información. Se las arregla para cifrar los datos justo a tiempo antes de ser capturado. Gabriel secuestra a Farrell y lo lleva tan bien como a Lucy, que había sido secuestrada antes, con él mientras su equipo huye de Woodlawn. McClane persigue a Gabriel, secuestrando a su semi y reclutando a Hechicero para rastrear el vehículo de Gabriel. Gabriel accede al sistema de comunicación de un F-35B Lightning II del cuerpo de Marines estadounidense y, haciéndose pasar por un controlador de tráfico aéreo, ordena al piloto que ataque el camión que McClane está conduciendo. McClane apenas escapa, luego se dirige a un almacén cercano donde Hechicero ha rastreado a Gabriel. Allí, Gabriel está instalando los archivos restantes y manteniendo a Lucy y Farrell. Aunque McClane mata a la mayoría de los matones restantes de Gabriel, Emerson le dispara en el hombro derecho.
Mientras Gabriel sostiene a McClane a punta de pistola por la espalda, McClane logra disparar el arma de Gabriel por su propio hombro y matar a Gabriel. Farrell luego mata a Emerson. Un equipo de respuesta táctica del FBI llega y asegura la escena. Después, McClane intenta desalentar los sentimientos románticos que se desarrollaron entre Farrell y Lucy.

## Reparto
- Bruce Willis – Detective John McClane
- Justin Long – Matthew «Matt» Farrell, hacker
- Timothy Olyphant – Thomas Gabriel
- Maggie Q – Mai Linh, amante y secuaz de Thomas Gabriel
- Cliff Curtis – Miguel Bowman, director delegado del FBI
- Mary Elizabeth Winstead – Lucy Gennaro-McClane
- Kevin Smith – Frederick «Hechicero» Kaludis, hacker conocido de Farrell
- Jonathan Sadowski – Trey, hacker de Thomas Gabriel
- Cyril Raffaelli – Rand, secuaz de Thomas Gabriel
- Željko Ivanek – Molina, agente del FBI asistente de Miguel Bowman
- Edoardo Costa – Emerson, secuaz principal de Thomas Gabriel
- Sung Kang – Raj
- Tim Russ – Chuck Summers, agente del FBI
- Joe Gerety – Jack Parry
- Christina Chang – Taylor
- Jake McDorman – Jim
- Yorgo Constantine – Russo
- Yancey Arias – Johnson, agente del FBI
- Brad Martin – Laughlin, agente del FBI
- Tim De Zarn – Sargento de la policía

## Doblaje
| Actor original Estados Unidos | Personaje                     | Actor de doblaje España | Actor de doblaje Hispanoamérica |
| ----------------------------- | ----------------------------- | ----------------------- | ------------------------------- |
| Bruce Willis                  | Detective John McClane        | Ramón Langa             | Mario Castañeda                 |
| Justin Long                   | Matthew «Matt» Farrell        | Juan Logar, Jr          | José Gilberto Vilchis           |
| Timothy Olyphant              | Thomas Gabriel                |                         | Óscar Flores                    |
| Maggie Q                      | Mai Linh                      |                         | Rosalba Sotelo                  |
| Cliff Curtis                  | Miguel Newman                 |                         | Gerardo Reyero                  |
| Mary Elizabeth Winstead       | Lucy Gennaro-McClane          |                         | Carla Castañeda                 |
| Kevin Smith                   | Frederick «Hechicero» Kaludis |                         | Eduardo Giaccardi               |
| Jonathan Sadowski             | Trey                          |                         | Luis Daniel Ramírez             |
| Edoardo Costa                 | Emerson                       |                         | Miguel Ángel Ghigliazza         |
| Cyril Raffaelli               | Rand                          | N/A                     | N/A                             |
| Željko Ivanek                 | Agente Molina                 |                         | Roberto Mendiola                |
| Sung Kang                     | Raj                           |                         | Carlos Enrique Bonilla          |
| Tim Russ                      | Chuck Summers                 |                         | Sebastián Llapur                |
| Christina Chang               | Taylor                        |                         | Dulce Guerrero                  |
| Jake McDorman                 | Jim                           |                         | Héctor Emmanuel Gómez           |
| Yorgo Constantine             | Russo                         |                         | Andrés García                   |
| Yancey Arias                  | Agente Johnson                |                         | Gerardo Vásquez                 |
| Brad Martin                   | Agente Laughlin               |                         | Héctor Moreno                   |
| Tim De Zarn                   | Sargento de la policía        |                         | Mario Sauret                    |

## Producción

### Guion y título
La trama de la película está basada en un guion anterior titulado WW3.com de David Marconi, guionista de la película de 1998 Enemigo público. Usando el artículo de John Carlin para la revista Wired titulado A Farewell to Arms, Marconi elaboró un guion sobre un ataque ciberterrorista en Estados Unidos. El procedimiento del ataque es conocido como una «venta de fuego», que representa un ataque coordinado de tres etapas en el transporte de un país, las telecomunicaciones, financieros y sistemas de infraestructura de servicios públicos. Luego de los ataques del 11 de septiembre de 2001, el proyecto estaba estancado, solo para ser reestructurado varios años después y reescrito en Live Free or Die Hard por Doug Richardson y finalmente por Mark Bomback.
Willis dijo en 2005 que la película se llamaría Die Hard 4.0, ya que gira en torno a los ordenadores y el ciberterrorismo. La IGN más tarde informó que la película iba a ser llamada Die Hard: Reset. La 20th Century Fox más tarde anunció que al título como Live Free or Die Hard y estableció la fecha de estreno el 29 de junio de 2007, comenzando a filmar en septiembre de 2006. El título está basado en el lema del estado de Nuevo Hampshire, «Live Free or Die» («Libertad o Muerte»), que se atribuye a una cita del General John Stark. Los tráileres internacionales usan el título Die Hard 4.0, como fue estrenada la película fuera de América del Norte. Al principio de los comentarios del DVD de la película, tanto Wiseman como Willis hacen notar una preferencia por Die Hard 4.0, y se burlan sutilmente del título Live Free or Die Hard.

### Efectos visuales
Para los efectos visuales usados a lo largo de la película, el actor Bruce Willis y el director Len Wiseman declararon que ellos querían usar una limitada cantidad de CGI. Un productor de VFX dijo que «Len estaba insistiendo en el hecho de que, ya que tenemos 'Transformers' y otras grandes películas generadas por computadora que aparecen, esta tenía que sentirse más real. Tiene que estar incorporada en algún tipo de realidad práctica con el fin de darle esa ventaja de ser una Die Hard». Compañías como Digital Dimension, The Orphanage, R!ot, Pixel Magic, y Amalgamated Pixels ayudaron en los efectos visuales de la película.
Digital Dimension trabajó en doscientas tomas con efectos visuales en la película, incluyendo la secuencia que muestra a los personajes John McClane y Matt Farrel agacharse entre dos autos mientras un tercer auto cae en la parte superior de los otros dos. Para conseguir este efecto, una grúa tiro del auto y lo tiro en el aire sobre los otros dos, que estaban también siendo tirados por cables. La toma fue completada cuando los dos personajes fueron integrados en el metraje del truco del auto después de que la iluminación se ajustara y se agregaran vidrios CGI y escombros. En la misma secuencia, John McClane impulsa un auto en un helicóptero, el cual choca contra el suelo. Esto fue logrado filmando primero una toma donde un asesino con un rifle salta del helicóptero, y en la siguiente toma el auto es impulsado en el helicóptero fijo, ya que es izado por alambres. La vista final del metraje superpone las dos tomas, con CGI añadido para los escombros y las aspas del helicóptero. La compañía también ayudó añadiendo autos para accidentes de tránsito y masas de gente para evacuaciones de varios edificios del gobierno.
The Orphanage desarrolló un intercambio de la autopista de varios niveles para usarlo en una de las escenas finales de la película creando un entorno digital y una larga rampa en espiral de mil pies (trescientos metros), que fue construida frente a una pantalla verde. Cuando un jet F-35 está persiguiendo a McClane en la autopista, un modelo miniatura y una hélice tamaño natural fueron construidos para ayudar para añadir digitalmente el jet en la escena. el modelo de nueve pies fue construido desde noviembre de 2006 hasta febrero de 2007. Cuando el jet es mostrado flotando cerca de la autopista, los editores usaron el software del programa de gráficos 3D Autodesk Maya para borrar el fondo y crear un efecto de onda de calor.

### Rodaje y lesiones

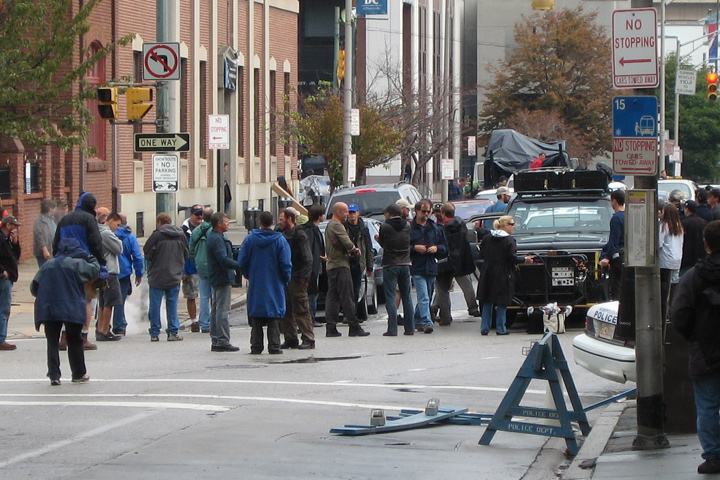
Justin Long, Bruce Willis y Len Wiseman filmando en la localidad de Baltimore.

El rodaje de Live Free or Die Hard comenzó en el centro de Baltimore, Maryland el 23 de septiembre de 2006. Ocho sets diferentes fueron construidos en un largo foro para filmar varias escenas a lo largo de la película. Cuando grababan el sonido para el semirremolque usado en una de las escenas finales de la película, dieciocho micrófonos fueron usados para grabar el motor, los neumáticos y los daños del vehículo. La posproducción de la película solo tomó dieciséis semanas, cuando era más común para películas similares que tome veintiséis semanas.

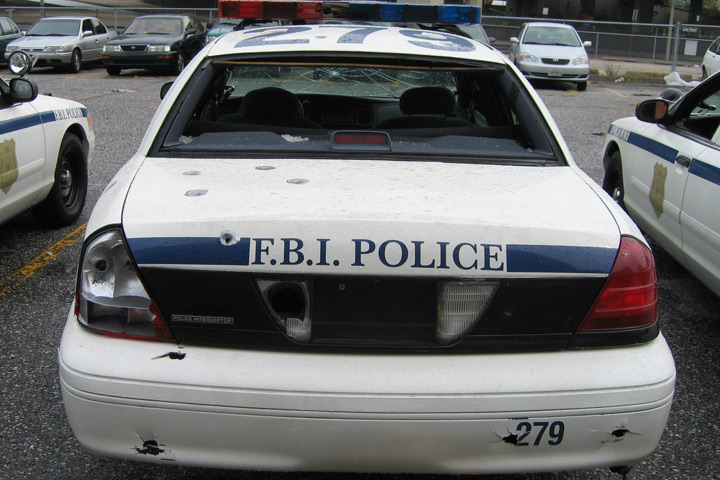
Un auto del FBI (Ford Crown Victoria) usado durante el rodaje.

Con el fin de evitar posibles lesiones y estar en óptimas condiciones para la película, Willis entrenó casi a diario durante varios meses antes de la filmación. Se lesionó el 24 de enero de 2007 durante una escena de pelea, cuando él era pateado en su ojo derecho por un doble de acción de Maggie Q, que llevaba tacones de aguja. Willis describió al evento como «nada del otro mundo», pero cuando Len Wiseman inspeccionó la herida, se dio cuenta de que la situación era mucho más seria de lo pensado — en los comentarios del DVD, Wiseman indica que en la inspección de la herida, se podía ver el hueso. Willis fue hospitalizado y recibió siete puntos de sutura que iban desde su ceja derecha hasta la esquina de su ojo. Debido al cronograma no lineal de producción, esos puntos accidentalmente pueden ser vistos en la escena en donde McClane lleva a Farrell a Bowman.
A lo largo de la película, entre doscientos y doscientos cincuenta dobles de riesgo participaron. El doble de Bruce Willis, Larry Rippenkroeger, quedó inconsciente al caer 25 pies (7,6 m) desde una escalera de incendios en el pavimento. Rippenkroeger sufrió quebraduras de huesos en su cara, varias costillas rotas, un pulmón perforado y fracturas en ambas muñecas. Debido a sus lesiones, la producción fue temporalmente cerrada. Willis personalmente pagó las facturas del hotel para los padres de Rippenkroeger y lo visitó varias veces en el hospital.
Durante la filmación, según los informes, Bruce Willis tenía mucho control creativo y se consideraba a sí mismo el «guardián de los mitos de Die Hard». La escena del Warlock fue reescrita varias veces. Kevin Smith recuerda todo el proceso en su tercer 'Q' DVD-Author, Sold Out: A Threevening with Kevin Smith. Un día entero filmando la escena del Warlock se perdió debido a las reescrituras solicitadas por Willis.

## Clasificación
En Estados Unidos, las primeras tres película de la serie Die Hard fueron clasificadas R por la MPAA. Live Free or Die Hard, sin embargo, fue editada para obtener una clasificación de PG-13. En algunos casos, diálogos alternativos sin profanidad fueron rodados y usados, y algunas maldiciones fueron cortadas en la posproducción para reducir la profanidad. El director Len Wiseman habló sobre la clasificación, diciendo «Hace unos tres meses que estábamos en eso [la producción], y yo ni siquiera había oído que era PG-13... Pero en el final, sólo era tratar de hacer la mejor película de Die Hard, sin pensar mucho en la clasificación que tendría». Bruce Willis estaba alterado con la decisión del estudio, indicando que él «realmente quería ésta para cumplir la promesa de la primera, la cual siempre pensé que era la única realmente buena. Ésa es una decisión del estudio que se está haciendo más y más común, porque ellos están tratando de llegar a un público más amplio. Casi parece un paso valiente darle una clasificación R a una película hoy en día. Pero aun así hicimos una película bastante dura». Willis dijo que pensaba que los espectadores, sin saber que la película no había sido clasificada R, no lo sospecharían debido al nivel e intensidad de la acción, así como el uso de algunas malas palabras, aunque él admitió que esos elementos eran menos intensos que en las películas anteriores. Él también dijo que esta película era la mejor de las cuatro: «Es increíble. Acabo de verla la semana pasada. Personalmente pienso, es mejor que la primera».
En el Reino Unido, la British Board of Film Classification le otorgó a la película una calificación de 15 (incluyendo la versión sin clasificación, estrenada más tarde), la misma que a Die Hard with a Vengeance (las dos primeras películas en la serie originalmente recibieron una calificación de 18). La película fue estrenada sin cortes y en la información al consumidor de la versión cinematográfica (es decir, la versión estadounidense clasificada PG-13) se puede leer que «contiene frecuente violencia de acción y uso de lenguaje fuerte». La versión no clasificada fue estrenada en DVD como la «Ultimate Action Edition» con la información al consumidor «contiene lenguaje fuerte y violencia».
En México, la película otorgó la película una calificación «B15» (para audiencias de 15 años en adelante), hablando con palabras implícitas, con breve lenguaje procaz del que se hablan los lenguajes soeces mexicanos.

## Recepción

### Taquilla
Live Free or Die Hard debutó en el puesto número 2 en la taquilla y logró 9,1 millones de dólares en su primer día de estreno en 3172 cines, el mejor día de estreno de todos en la serie Die Hard (sin contar la inflación). En su fin de semana de estreno Live Free or Die Hard recaudó 33,33 millones de dólares (48,3 millones contando el miércoles y el jueves). La película hizo 134,5 millones domésticamente, y 249 millones en el extranjero, llegando a un total de 383,5 millones de dólares, haciéndola la décima segunda película con recaudación más alta de 2007. Hasta la fecha, esta es la película más exitosa de la serie.

### Crítica
Live Free or Die Hard fue bien recibida por los críticos y los fanáticos. La película tuvo una calificación del 81 % con un Certificado de Fresco en Rotten Tomatoes basado en 204 reseñas con el consenso de que es «una película pochoclera eficiente y llena de acción»; también tiene una clasificación de un «generalmente favorable» 69/100 en Metacritic basado en 34 reseñas. Una crítica en IGN dijo que «como la reciente Rocky Balboa, esta nueva Die Hard funciona como su propia historia demasiado viejo pero aún un imprescindible héroe, y también como un viaje nostálgico para aquellos que crecieron con las película originales». En el programa de televisión Ebert & Roeper, el crítico de cine Richard Roeper y la crítica invitada Katherine Tulich le dio a la película «dos pulgares arriba», con Roeper diciendo que la película «no es la mejor o más excitante Die Hard, pero es muy divertida» y que es su favorita de las secuelas de la original Die Hard. Roeper también remarcó que «Willis está en plena forma en el rol que definió su carrera». Michael Medved le dio a la película tres estrellas y media de cuatro, opinando que «un astuto guion y espectaculares efectos especiales la hace a ésta la mejor Die Hard de todas ellas».
Entre las más desfavorables reseñas, Lawrence Toppman de The Charlotte Observer dijo: «Puedo decir con seguridad que nunca había visto algo tan ridículo como Live Free or Die Hard». Toppman también escribió que la película carecía de villanos memorables y se refirió a John McClane como «sólo un Terminator calvo con mejores frases cómicas».

## Estrenos
- Kuwait: martes, 26 de junio de 2007
- Alemania: miércoles, 27 de junio de 2007
- Austria: miércoles, 27 de junio de 2007
- Bulgaria: miércoles, 27 de junio de 2007
- Canadá: miércoles, 27 de junio de 2007
- Dinamarca: miércoles, 27 de junio de 2007
- Egipto: miércoles, 27 de junio de 2007
- Estonia: miércoles, 27 de junio de 2007
- Finlandia: miércoles, 27 de junio de 2007
- Hungría: miércoles, 27 de junio de 2007
- Islandia: miércoles, 27 de junio de 2007
- Letonia: miércoles, 27 de junio de 2007
- Noruega: miércoles, 27 de junio de 2007
- Serbia: miércoles, 27 de junio de 2007
- Rusia: miércoles, 27 de junio de 2007
- Suecia: miércoles, 27 de junio de 2007
- Estados Unidos: miércoles, 27 de junio de 2007
- Eslovaquia: jueves, 28 de junio de 2007
- Grecia: jueves, 28 de junio de 2007
- Malasia: jueves, 28 de junio de 2007
- Países Bajos: jueves, 28 de junio de 2007
- Portugal: jueves, 28 de junio de 2007
- Turquía: jueves, 28 de junio de 2007
- Chipre: viernes, 29 de junio de 2007
- India: viernes, 29 de junio de 2007
- Japón: viernes, 29 de junio de 2007
- Lituania: viernes, 29 de junio de 2007
- Rumania: viernes, 29 de junio de 2007
- Bélgica: miércoles, 4 de julio de 2007
- Filipinas: miércoles, 4 de julio de 2007
- Francia: miércoles, 4 de julio de 2007
- Hong Kong: miércoles, 4 de julio de 2007
- Indonesia: miércoles, 4 de julio de 2007
- Reino Unido: miércoles, 4 de julio de 2007
- Israel: jueves, 5 de julio de 2007
- Singapur: jueves, 5 de julio de 2007
- Tailandia: jueves, 5 de julio de 2007
- Irlanda: viernes, 6 de julio de 2007
- México: viernes, 6 de julio de 2007
- Panamá: viernes, 6 de julio de 2007
- Polonia: viernes, 6 de julio de 2007
- Malta: miércoles, 18 de julio de 2007
- Corea del Sur: jueves, 19 de julio de 2007
- Pakistán: viernes, 20 de julio de 2007
- Taiwán: viernes, 20 de julio de 2007
- Croacia: jueves, 2 de agosto de 2007
- Eslovenia: jueves, 2 de agosto de 2007
- Brasil: viernes, 3 de agosto de 2007
- Kazajistán: sábado, 4 de agosto de 2007
- Australia: jueves, 9 de agosto de 2007
- Bolivia: jueves, 9 de agosto de 2007
- Nueva Zelanda: jueves, 9 de agosto de 2007
- Uruguay: viernes, 10 de agosto de 2007
- Venezuela: viernes, 10 de agosto de 2007
- Argentina: jueves, 16 de agosto de 2007
- Chile: jueves, 16 de agosto de 2007
- Colombia: viernes, 17 de agosto de 2007
- España: viernes, 7 de septiembre de 2007
- Italia: viernes, 26 de octubre de 2007
- China: jueves, 22 de noviembre de 2007

## Banda sonora
La banda sonora de Live Free or Die Hard, escrita por Marco Beltrami, fue lanzada el 2 de julio de 2007 por Varèse Sarabande (quien también lanzó las bandas sonoras de las primeras dos películas de Die Hard), varios días después del estreno de la película en Estados Unidos. Esta fue la primera película en no ser musicalizada por Michael Kamen, debido a su muerte en 2003. Beltrami incorpora el material temático de Kamen en su banda sonora, pero Kamen no está acreditado en la película o en el álbum. Otras canciones en la película son «Rock & Roll Queen» de The Subways, «Fortunate Son» de Creedence Clearwater Revival, y «I'm So Sick» de Flyleaf. Eric Lichtenfeld, desde Soundtrack.net, dijo de los temas de acción en la banda sonora que «toda la orquesta parece percusión, se comunican bien entre sí».
| Live Free or Die Hard |                         |          |  |
| N.º                   | Título                  | Duración |  |
| 1.                    | «Out of Bullets»        | 1:08     |  |
| 2.                    | «Shootout»              | 3:41     |  |
| 3.                    | «Leaving the Apartment» | 2:08     |  |
| 4.                    | «Dead Hackers»          | 1:31     |  |
| 5.                    | «Traffic Jamm»          | 4:13     |  |
| 6.                    | «It's a Fire Sale»      | 2:57     |  |
| 7.                    | «The Break-In»          | 2:28     |  |
| 8.                    | «Farrell to D.C.»       | 4:36     |  |
| 9.                    | «Copter Chase»          | 4:41     |  |
| 10.                   | «Blackout»              | 2:03     |  |
| 11.                   | «Illegal Broadcast»     | 3:48     |  |
| 12.                   | «Hurry Up!»             | 1:23     |  |
| 13.                   | «The Power Plant»       | 2:01     |  |
| 14.                   | «Landing»               | 2:28     |  |
| 15.                   | «Cold Cuts»             | 2:00     |  |
| 16.                   | «Break a Neck»          | 2:47     |  |
| 17.                   | «Farrell Is In»         | 4:22     |  |
| 18.                   | «The F35»               | 4:13     |  |
| 19.                   | «Aftermath»             | 3:12     |  |
| 20.                   | «Live Free or Die Hard» | 2:56     |  |

## Premios y nominaciones
| Premios                            | Categoría                                                            | Resultado | Receptor |
| ---------------------------------- | -------------------------------------------------------------------- | --------- | --- |
| Premios ASCAP                      | Película más taquillera                                              | Ganador   | Marco Beltrami |
| Premios Saturn                     | Mejor película de acción/aventuras/suspenso                          | Nominada  | |
| Premios Saturn                     | Mejor actor de reparto                                               | Nominado  | Justin Long |
| California on Location Awards      | Localización profesional del año - Características                   | Ganadora  | Curtis Collins |
| Golden Trailer Awards              | Mejor Acción                                                         | Nominada  | |
| MTV Movie Awards Rusia             | Mejor película internacional                                         | Nominada  | |
| National Movie Awards, Reino Unido | Mejor acción/aventura                                                | Nominada  | |
| National Movie Awards, Reino Unido | Mejor actuación masculina                                            | Nominado  | Bruce Willis |
| Teen Choice Awards                 | Choice Película: Éxito masculino                                     | Nominado  | Justin Long, por Accepted, The Break-Up e Idiocracy                                                                  |
| Teen Choice Awards                 | Choice Película de verano: Drama/acción y Aventura                   | Nominada  | |
| VES Awards                         | Modelos y miniaturas destacadas en una película                      | Nominados | Ian Hunter, Scott Schneider, Scott Beverly y John Cazin (Por la secuencia de la autopista - F35 miniatura y efectos) |
| World Stunt Awards                 | Mejor coordinador de dobles de acción y/o director de segunda unidad | Ganadores | Brad Martin, Brian Smrz y John Branagan                                                                              |
| World Stunt Awards                 | Mejor pelea                                                          | Nominados | Ming Qiu y Dane Farwell                                                                                              |
| World Stunt Awards                 | Mejor escena de acción de todas por una doble de acción              | Nominada  | Ming Qiu |
| World Stunt Awards                 | Mejor especialista en escenas de acción                              | Nominado  | Ralf Koch |
| World Stunt Awards                 | Mejor doble de acción                                                | Nominado  | Dane Farwell |
| World Stunt Awards                 | Mayor éxito                                                          | Nominado  | Adam Hart y la 20th Century Fox                                                                                      |

## Versión casera
El Blu-ray y el DVD fueron lanzados el 29 de octubre de 2007 en el Reino Unido, el 31 de octubre en Hungaria, el 20 de noviembre en Estados Unidos, y el 12 de diciembre en Australia. El DVD encabezó las listas de alquileres y ventas en su primera semana de estreno en Estados Unidos y Canadá. Hay una versión no clasificada, la cual retiene mucho del original diálogo R, y una versión cinematográfica de la película. Sin embargo, la versión no clasificada ha dado como resultado un error de ramificación en uno de los cambios sin calificar para ser omitidos. La película cambia brevemente con respecto a la versión PG-13 en la escena del airbag; el lenguaje fuerte de McClane no se encuentra en esta secuencia (aunque las versiones internacionales de DVD de la versión no clasificada no se ven afectadas). La versión Blu-ray cuenta con el corte cinematográfico PG-13, el cual dura 128 minutos, mientras el DVD: Edición de colección incluye tanto la versión no clasificada como la cinematográfica. Richard Corliss, de la revista Time, la nombró uno de los mejores 10 DVD de 2007, poniéndola en el puesto #10. La versión Blu-ray alemana de la Colección del Legado de Die Hard incluye la versión no clasificada por primera vez en HD.
El DVD de la película fue el primero en incluir una copia digital de la película el cual podía ser reproducido en una PC o MAC y también podía ser importada a varios modelos de reproductores de video portátiles. Mike Dunn, un presidente de la 20th Century Fox, dijo que «la industria ha vendido cerca de doce billones de DVDs hasta la fecha, y la versión de Live Free or Die Hard es la primera que permite a los consumidores trasladar su contenido a otros dispositivos».